# 安曇川駅 (江若鉄道)
安曇川駅（あどがわえき）は、かつて滋賀県高島郡安曇川町大字西万木（現在の高島市安曇川町西万木）にあった江若鉄道の駅（廃駅）。

## 歴史
当駅は1929年（昭和4年）、江若鉄道の大溝駅から安曇駅までの区間が開通したのに合わせて安曇駅（あどえき）の名で開業した。駅名の「安曇」は当時の村名（高島郡安曇村）でもある。1931年（昭和6年）には安曇から先へ路線が延伸、近江今津駅までの区間が開通した。
高島郡内における主要な商業地であった安曇にとって鉄道の存在はかねてから希求されていたものであり、当駅まで鉄路が伸びた際には大規模な祝賀会が挙行された。住民は安曇駅に到着した一番列車を万歳で迎えたことが、当時の新聞によって報じられている。安曇村は町制施行と合併を通じて1954年（昭和29年）に安曇川町となっていて、当駅の名前ものちに安曇川駅へ改称されている。
江若鉄道は1969年（昭和44年）10月31日をもって営業を終了し、当駅も翌11月1日に廃止された。

### 年表
- 1929年（昭和4年）6月1日：江若鉄道の大溝 - 当駅間の延伸開業に伴い、安曇駅として高島郡安曇村に開業[2][3]。駅前で開通祝賀会を実施、翌日午後には安曇小学校でも祝賀会を開催[6]。
- 1931年（昭和6年）1月1日：当駅から近江今津駅までの区間が延伸開業[2][9]。
- 時期不詳：安曇川駅に改称[10]。
- 1969年（昭和44年）11月1日：駅廃止[2]。

## 駅構造
安曇川駅は列車交換が可能な交換駅で、2本の線路の間に挟み込まれるようにホームが1面配されていた（島式ホーム）。旅客と貨物の両方を取り扱うことができる一般駅であり、駅には側線や貨物用のホームも設けられていた。
また、駅の敷地内には大規模な木材の集積場が設けられていた。これは町の西隣の山間部に位置した朽木村から切り出された木材を当駅で貨物列車に積み込み、南へ輸送するためのものである。朽木の木材はかつて安曇川、琵琶湖を利用する舟運によって専ら輸送されていたが、当駅開業後はその輸送ルートの一端を鉄道が担うこととなった。
| ← 浜大津 方面 | 安曇川駅 配線略図 | → 近江今津 方面 |
| 凡例 出典:    |                   |                 |

## 利用状況
初期の年間乗降客数・貨物取扱量の状況は以下の通り。
| 年間の旅客および貨物の取扱量 | 年間の旅客および貨物の取扱量 | 年間の旅客および貨物の取扱量 | 年間の旅客および貨物の取扱量 | 年間の旅客および貨物の取扱量 | 年間の旅客および貨物の取扱量 |
| 年                           | 旅客                         | 旅客                         | 貨物                         | 貨物                         | 出典                         |
| 年                           | 乗車                         | 降車                         | 発送                         | 到着                         | 出典                         |
| ---------------------------- | ---------------------------- | ---------------------------- | ---------------------------- | ---------------------------- | ---------------------------- |
| 1931年                       | 59,159人                     | 59,854人                     | 3,255トン                    | 3,142トン                    | [ 15 ]                       |
| 1934年                       | 67,261人                     | 68,065人                     | 3,968トン                    | 3,439トン                    | [ 16 ]                       |
| 1935年                       | 75,074人                     | 76,154人                     | 4,917トン                    | 3,603トン                    | [ 17 ]                       |
| 1936年                       | 80,635人                     | 80,979人                     | 4,356トン                    | 3,615トン                    | [ 18 ]                       |

## 駅周辺
駅前には旅館や食堂などが軒を連ねる商店街が形成されていた。駅に隣接してバスの車庫があり、駅前からはバスが発着した。
安曇川は「近江聖人」と称された江戸時代の儒学者中江藤樹ゆかりの地であり、当駅は藤樹書院跡や藤樹神社など藤樹に関係する施設の最寄り駅であった。彼が修身の教材として採用されていた戦前・戦中期、これらの史跡は高島郡内有数の観光スポットであり、江若鉄道沿線を紹介する当時の観光パンフレットでも大きく取り上げられている。また駅に設置されていた観光案内板では、藤樹関連の史跡のほかに朽木スキー場や朽木渓谷など朽木村の名所も紹介されていて、当駅は朽木方面への観光の玄関口でもあった。
駅のあった場所は、江若鉄道の廃線後に開業した湖西線安曇川駅のやや北方に当たる。駅の痕跡は残っていない。

## 隣の駅
江若鉄道
江若鉄道線
水尾駅 - 安曇川駅 - 新旭駅
- 当駅と新旭駅との間には、江若鉄道で最長の橋梁である安曇川橋梁が架かっていた。